# Inquisidor

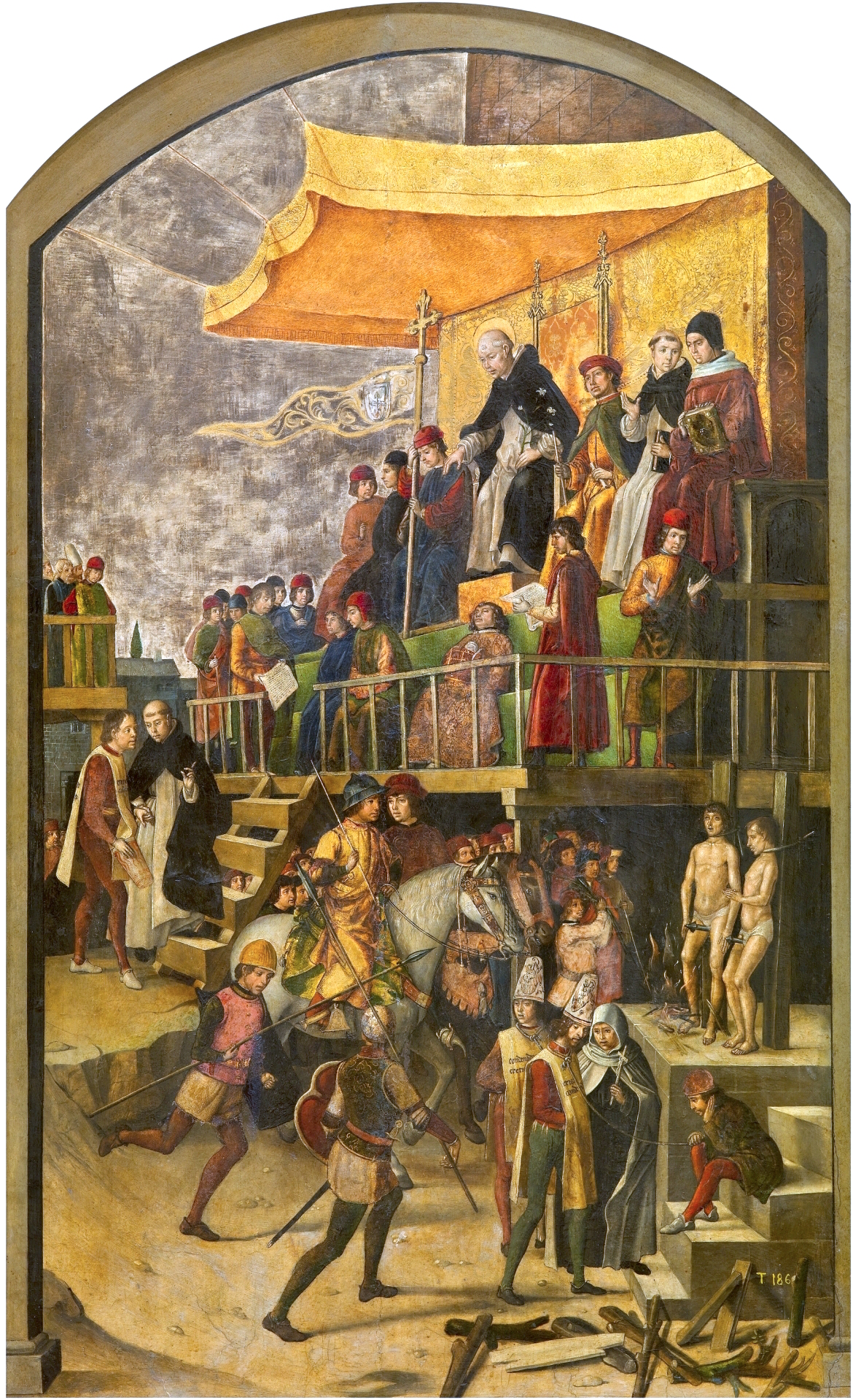
Acte de fe pintat per Pedro Berruguete l'any 1475, amb l'inquisidor sota pal·li amb l'hàbit de dominic

Inquisidor (del llatívv inquirere < quaerere, "buscar" o aquell que "bubosca") era la denominació amb la qual es designava a cadascun dels tres jutges de la Inquisició, un tribunal i organització creada per a extirpar l'heretgia religiosa, l'heterodòxia ideològica i altres assumptes rebutjats per l'Església Catòlica.

## Història
La Inquisició va ser creada per Domènec de Guzmán, el fundador dels dominics i des dels Estats Pontificis va ser implantada durant un temps més o menys llarg o amb més o menys rigor segons el país europeu o la colònia que es tractés; sent especialment rellevant a la Corona de Castella, Corona d'Aragó, Portugal, França i Itàlia. L'inquisidor en cap de cada nació era anomenat Inquisidor general.
Els inquisidors tenien formació jurídica i com a tals no es deixaven influir fàcilment per prejudicis populars, per la qual cosa rarament procedien a cremar bruixes, costum més aviat pròpies d'ambients rurals i illetrats. La seva tasca era principalment castigar el delicte ideològic i teològic i reprimir l'heterodòxia.

## Composició del tribunal inquisitor

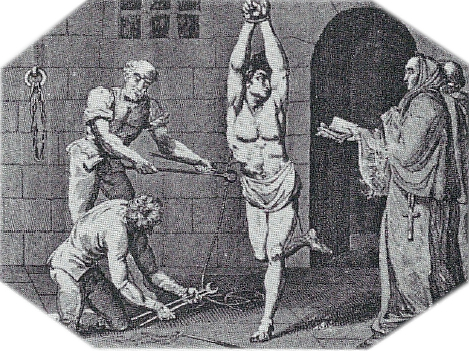
Inquisició homosexual

Cada tribunal estava format per tres jutges, que elaboraven un sumari secret en el qual estava prohibit informar al demandat de quin delicte contra la fe se l'acusava. Conforme la Inquisició va anar esgotant la seva comesa se li van ampliar les seves funcions, aquest és el cas d'Espanya, on posteriorment a més de jutjar delictes contra la fe també perseguien pedòfils, homosexuals i protestants d'altres nacions, de vegades acostant-se a funcions polítiques més properes a les d'un servei d'espionatge.
Havia diferents tipus de funcionaris inquisitorials: teòlegs qualificadors, familiars o fiscals denunciants i agutzils, i finalment els defensors.

## Justícia divina
Els mitjans més utilitzats per la inquisició foren la:
- censura o expurgació: llibres, comèdies, etc.
- càstig jurídic: multa o confiscació de béns
- execució en efígie: reus fugits o desapareguts
- execució a la foguera: reus rebels
- execució a la forca: reus de condició humil reconciliats
- execució per destral: reus d'elevada condició social